# (80180) Elko
(80180) Elko est un astéroïde de la ceinture principale.

## Description
(80180) Elko est un astéroïde de la ceinture principale. Il fut découvert le 3 novembre 1999 à Tooele par P. Wiggins et H. Phaneuf. Il présente une orbite caractérisée par un demi-grand axe de 2,31 UA, une excentricité de 0,12 et une inclinaison de 6,3° par rapport à l'écliptique.

## Compléments